# 内ヶ島氏
内ヶ島氏（内ヶ嶋氏、うちがしまし）または白川氏（しらかわし）は、室町時代から戦国時代にかけての日本の氏族である。帰雲城を本拠とした。

## 歴史

### 白川郷への移封
内ヶ島為氏の父・内ヶ島季氏は足利義満の馬廻衆であったが、為氏の代に足利義政（1449年 - 1457年）の命令で白川郷に入り、向牧戸城を築城して本拠とし白川郷を支配した。白川郷は山間部ではあるが、加賀や越中に出やすい地であったため、内ヶ島氏の本拠は北陸の情勢が大きく影響する地理的条件にあったといえる。応仁の乱が勃発、為氏は上洛した。

### 一向宗との戦い
乱の終結後、為氏が帰国した。しかしその頃白川郷では照蓮寺の住職であった教信が還俗して三島将監と名乗り、寺務職は弟の明教に譲り武士となり、諸国から侍を雇い入れて内ヶ島氏に匹敵する勢力を築いていた。この事態を重く見た為氏は文明7年（1475年）に照蓮寺を襲撃、激戦の果てに三島将監は切腹して死亡し、弟の明教は逃亡したが程無くして自殺した。これによって一向宗の武力勢力は一時鎮圧された。その後蓮如が仲介役となって照蓮寺が内ヶ島氏の配下となる事を条件に、明教の遺児・明心に照蓮寺の再興を許した。以降、雅氏の代までは内ヶ島氏と本願寺は友好的であった。

### 外征
永正3年（1506年）、越後国の守護代・長尾能景が越中一向一揆を討伐するため出陣したが、神保慶宗の裏切で討死した。跡を継いだ長尾為景は神保氏と一向一揆を敵視し、永正17年（1520年）越中に侵攻。為景は新庄城に籠城した神保慶宗を討ち取った。越中を制圧した為景がさらに加賀国に侵攻すると予測した本願寺は、越中の情勢を分析するため、雅氏に上洛を求めた。これに応じた雅氏は、大永元年（1521年）に上洛した。その間に本願寺が予測した通り、越中国内の一揆勢は長尾・畠山氏連合軍によって次々に制圧された。さらに為景は加賀侵攻の勢いを見せたため、照蓮寺に対して出陣が命じられた。照蓮寺はかねて内ヶ島雅氏と打ち合わせた通り連合し、雅氏の弟・内ヶ島兵衛大夫を大将として出陣した。
専光寺軍と合流して越中で越年した内ヶ島勢は、為景に落されていた多胡城を奪回しようとした。大永2年（1522年）2月、一向一揆と多胡城を守る畠山軍との間で激戦が展開されたが、戦いは一揆軍の敗北に終わった。照蓮寺・内ヶ島連合軍は壊滅し、内ヶ島兵衛大夫も討死した（多胡城の戦い）。
翌年、本願寺と能登畠山氏との間に和睦がなった。
天文8年（1539年）に近隣勢力との争いから三木氏とともに美濃国の郡上郡に侵攻しているが、美濃守護である土岐頼芸と隣国の近江守護六角定頼がこの動きの背後に本願寺がいると疑って本願寺の法主・証如に抗議を行う事態になっている。証如は内ヶ島氏は本願寺の被官ではないとしつつも、現地の門徒が守護権力に迫害される事態を恐れて内ヶ島氏に撤兵を命じている。

### 戦国時代と繁栄
戦国時代に入ると、内ヶ島氏は領地を私物化して鉱山経営で財を成し、本城の帰雲城の他に向牧戸城、萩町城、新淵城など多くの支城を持つ戦国大名へと成長した。度々姉小路頼綱や上杉謙信などの侵攻を受けるが、撃退に成功している。佐々成政が越中国に本拠を構えるようになると、氏理は織田信長率いる織田氏、そしてその配下の成政に従った。魚津城の戦いでは魚津城を織田軍と共に陥落させている。しかし、本能寺の変で信長が明智光秀に殺害されると、停戦して飛騨に引き返した。小牧・長久手の戦いでは成政に属して越中に出陣したが、留守中に豊臣秀吉の命で金森長近が白川郷に侵攻してきた。長近は尾上氏綱の守る向牧戸城を落とそうとするものの落とせず、懐柔してやっと寝返らせた。これによって領民は金森軍に寝返り、帰雲城も占拠された。この報を聞いた氏理は急ぎ引き返すが既に遅く、氏理は秀吉に降伏した。しかし、内ヶ島氏の鉱山経営の技術を重要と見なした秀吉は所領を少し削っただけで内ヶ島氏の領地経営を許した。

### 天正地震から滅亡へ
所領を安堵された事を祝うために氏理は祝宴を開こうとし、内ヶ島一族や能楽師を帰雲城に呼び寄せた。ところが宴を翌日に控えた天正13年（1585年）11月29日、白川郷一帯を大地震、いわゆる天正地震が襲った。帰雲山は山体崩壊を起こし、土石流は直下にあった帰雲城とその城下町を襲って飲み込んだ。町を出かけていた人々以外は生き埋めとなり、内ヶ島一族含め領民は死に絶えた。この時城下町には300軒の家があったが、すべて埋没した。土石流は庄川を塞き止め、それに伴った洪水も発生した。この地震によって内ヶ島氏は一夜にして滅亡してしまったのであった。

### その後
大名としての内ヶ島氏は滅亡したが、個々人については難を逃れた者もいた。氏理の弟である経聞坊（きょうもんぼう）ともう一人の弟は仏門に入っていたために助かった。経聞坊は後に白川郷における天正地震の史料『経聞坊文書』を残した。

## 埋蔵金伝説
一説に足利義政が内ヶ島氏を白川郷へ入れたのは、鉱山開発を期待してのことという。事実、為氏が入った後には2から3の金山が発見されており、内ヶ島一族の高い鉱山技術が垣間見える。また、真偽は定かではないが、最後の当主・氏理は居城に大量に金を貯め込んでいたと言われ、これを根拠に帰雲城の跡地には埋蔵金があるのではないかと言われている。
帰雲城の存在した場所は現在も確定しておらず、帰雲山の前を流れる庄川の岸辺近くに位置していたことのみ判明している。ただ、どちら側の岸辺近くに位置していたかさえ定かでないため、石碑は正確な位置には立地していない。
そもそも、帰雲城の埋蔵金伝説は古くから白川地域に伝わっていたわけではなく、実際は1970年（昭和45年）頃に内ヶ島氏の末裔を称した白川村出身の人物が喧伝した話を、『大阪日日新聞』などが紙面に掲載したところから拡散したものであるということが指摘されている。
いずれにせよ埋蔵金は憶測でしかあらず、確証はない。それに、地震の際は山体崩壊に加え洪水も起こったとされ、直後に帰還した者さえ何処に城があったか分からなかったという。この事から、仮に埋蔵金が存在したとしても、発見は難しい。

## 歴代当主
1. 内ヶ島季氏（すえうじ） - 先代に関しては諸説があり定まらない。室町幕府の奉公衆として名が残っている。子に為氏。
2. 内ヶ島為氏（ためうじ） - 季氏の子とされる。上野介を自称した。白川郷の内ヶ島氏の初代当主。足利義政の命令で白川郷に入郷する。照蓮寺を平定し白川郷の最大権力者となった。為氏が集めた財が、茶道具や銀閣などの義政の財政基盤になったとする説がある。
3. 内ヶ島雅氏（まさうじ） - 為氏の子。父と同じく上野介を自称した。熱心な一向宗徒であったため、照蓮寺とは融和政策をとった。後に加賀一向一揆と結託し長尾為景と戦うが敗れた。
4. 内ヶ島氏利（うじとし） - 雅氏の子。当主としての活動の記録は8年間しかない[8]。史料も皆無に等しい。同じ読みの漢字（利「り、とし」と理「り、とし、まさ」）の為に氏理と混同された。氏利を除いた場合、各当主が100年以上生きたことになるので矛盾が生じる。
5. 内ヶ島氏理（うじまさ） - 氏利の子（諸説あり）で最後の当主。天正地震で帰雲山の山体崩壊に遭い、居城の帰雲城ごと一族郎党もろとも巻き込まれ死亡した。

## 系譜
- 猪俣氏説もしくは楠木氏説の間で議論があり、西園寺氏説は根拠が弱い。

```
猪俣氏
説
```

```
猪俣時範

 　┃
　忠兼
 　┣━━━━━┓
　忠基　　　岡部忠綱
 　┏━━┳━━╋━━┓
　実綱　清綱　国綱　行忠
 　　　　┏━━╋━━┓ 
　　　　忠俊　国家　家経
 　　　　┣━━┳━━┓
　　　　盛忠　盛綱　俊盛
 　　　　┃
　　　　景忠
 　　　　┃　　　　　　　　 嘉念坊氏
　　　　(略)　　　　　　　 嘉念坊善俊
 　　　　┃　　　　　　　　　　┃
　　 内ヶ島季氏　　　　   　 (略)　　　　　　     
 　　　　┃　　　　　　　　　　┃
　　　　
為氏
　　　　　　　  　明誓　　　 
 　　　　┣━━┓　　　　　　　┣━━┓　　  
　　　　雅氏　氏教　　　　   教信　明教
 　　　　┃　　　　  　　 (三島将監)┃
 　　　　┣━━┳━━┳━━┳━┓　　┃
　　　　氏利 経聞坊 氏明　雄円 女＝明心
 　┏━━┫　　　　　┃　　┃　  ┃
　
氏理
　 女＝東常尭 氏則 良雄   某
 　　　　　　　　　　　　　┃　  ┃
　　　　　　　　
金森重頼
　徳方   某
　　　　　　　　　　┗━━━━━┓│
　　　　　　　　　　　　　　　　宣心
 　　　　　　　　　　　　　　　　┃
　　　　　　　　　　　　　　　　(略)
 　　　　　　　　　┏━━━━━━┫
　　　　　　　　　(略)　　　   (略)
 　　　　　　　　　┃　　　　　　┃
　　　　　　　　三島多聞　　　杉野明俊
　　　　　　 (
光曜山照蓮寺
)  (
照蓮寺
)
```

```
『
武蔵七党
系図』『
白川村
史』
```

```
楠木氏
説
```

```
楠木正遠

 　┣━━┳━━┓
　
正成
　
正季
　
正氏

 　　　　　　　┃
　　　　　　　(略)
 　　　　　　　┃
　　　　　　　正堅
 　　　　　　　┃　　　　  嘉念坊氏
　　　　　 内ヶ島正季　　 嘉念坊善俊
 　　　　┏━━╋━━┓　　　 ┃
　　　　季氏　氏輝　氏豊　　 (略) 
 　　　　┣━━┓　　　　　　 ┃
　　　　
為氏
　氏直　 　　　　明誓(
照蓮寺
住職)
 　　　　┣━━┓　 　　　　　┣━━━┓
　　　　雅氏　氏教　　 　　　教信　三島明教
 　　　　┃　　　　　　  (三島将監)  ┃
 　┏━━╋━━┳━━┳━━┳━━┓ 　┃
　
氏理
　氏則　氏房　氏親 経聞坊　女＝明心
 　┣━┓　　　　┗━┓　　　　　　┃
　氏行 女＝
東常尭
  氏方  　　    某
 　　　　　　　　　　┃　　　　　　┃
　　　　　　　　　　氏恒 
金森重頼
　某
 　　　　　　　　　　┃　　　┗━┓│
　　　　　　　　　　氏永　　　　　宣心
　　　　　　　　　　　　　　　 (金森従純)
 　　　　　　　　　　　　　　　　　┃
　　　　　　　　　　　　　　　　　(略)
 　　　　　　　　　　┏━━━━━━┫
　　　　　　　　　　(略)　　　   (略)
 　　　　　　　　　　┃　　　　　　┃
　　　　　　　　　三島多聞　　　杉野明俊
　　　　　　　 (
光曜山照蓮寺
)  (
照蓮寺
)
```

```
『飛騨後
風土記
』『
飛州
志』
```

```
西園寺氏
説
```

```
　
西園寺公衡

　　　┃
 　　
実衡

　　　┣━━┳━━━━┓
 　　
公宗
　
公重
　 
内ヶ島経喬

　　　　　　　　　　　┃
 　　　　　　　　　　経臣
　　　　　　　　　　　┃
 　　　　　　　　　　経薫
　　　　　　　　　　　┃
 　　　　　　　　　　氏綱
　　　　　　　　　　　┃
 　　　　　　　　　　
為氏

　　　　　　　　　　　┃
 　　　　　　　　　　雅氏
　　　　　　　　　　　┃
 　　　　　　　　　　
氏理
```

### 参考論文
- 安達正雄「白山大地震により埋没した「帰雲城」と「木舟城」」『日本海域研究所報告』8号、1976年。
- 安達正雄「白山大地震により埋没した「帰雲城」と「木舟城」―第2報 両城主の家系図の検討―」『日本海学会誌』1号、1977年。
- 安達正雄「白山大地震により埋没した「帰雲城」と「木舟城」―第3報 内ヶ島系図と石黒氏系図の研究―」『日本海域研究所報告』9号、1977年。
- 安達正雄「白山大地震により埋没した「帰雲城」と「木舟城」―第4報 内ヶ島氏および石黒氏の家臣達―」『日本海学会誌』2号、1978年。
- 安達正雄「白山大地震により埋没した「帰雲城」と「木舟城」―第5報 両城主と一向一揆―」『日本海域研究所報告』10号、1978年。
- 安達正雄「白山大地震により埋没した「帰雲城」と「木舟城」―第6報 両城主をめぐる地震の被害、震度分布、余震等について―」『日本海学会誌』3号、1979年。
- 安達正雄「帰雲城主・内ヶ嶋氏の歴史と家系」『北陸都市史学会会報』8号、1986年。
- 安達正雄「飛騨帰雲城と城主・内ヶ嶋氏の史実を探る― 天正大地震の土石流で城と城下町が埋没し、放置されて四百二十年に当り―」『石川郷土史学会々誌』39号、2006年。
- 安達正雄「五箇山文献に秘められた飛騨・内ヶ嶋氏の史実について―五箇山と川上三箇庄の一部は室町末期､実は内ヶ嶋氏の領地だった?―」『石川郷土史学会々誌』40号、2007年。
- 安達正雄「木舟城を陥没させ帰雲城を埋没させた天正大地震の真相―天正大地震は連続多発地震だった―」『石川郷土史学会々誌』42号、2009年。
- 福井重治 著「飛騨の金銀山と山城」、小菅徹也 編『金銀山史の研究』高志書院、2000年。
- 小笠原春香「美濃郡上安養寺と遠藤氏」（戦国史研究会編『戦国期政治史論集 西国編』岩田書院、2017年）
- 小笠原春香「飛騨真宗寺院照蓮寺と内島氏」（久保田昌希編『戦国・織豊期と地方史研究』岩田書院、2020年）